# Capitalismo financiero
El capitalismo financiero persigue el beneficio mediante la especulación, moviendo el capital o dinero atendiendo a las tasas de interés, tipos de cambio, variaciones de precios, adquisición y venta de numerosos productos financieros y derivados financieros. El capitalismo financiero se comporta como los terratenientes y élites no capitalistas que buscan la riqueza privada y particular sin tener que desarrollar ni invertir en el desarrollo de las fuerzas de producción, en este sentido el capitalismo financiero es un capitalismo feudal.
Mientras que el capitalismo industrial, asentado en la economía de mercado las ganancias del empresario son la consecuencia de haber producido, distribuido y comercializado bienes y servicios -lo que se conoce también como economía real- en el capitalismo financiero se busca la optimización de ganancias mediante la especulación. Aldo Ferrer escribe: “Las posibilidades de generar ganancias arbitrando diferencias entre tasas de interés, tipos de cambio y variaciones de precios en los mercados inmobiliarios y bursátiles, atraen la mayor parte de las aplicaciones financieras. La especulación es un escenario para ganar (y perder) dinero, a menudo, mucho más importante que el de la inversión y la aplicación de tecnología para la producción de bienes y servicios”
Hay autores, como Nathan Tankus, que consideran que la economía financiera, específicamente el mercado de valores, y por tanto el capitalismo financiero, no está alejado de la economía real como se suele pensar. Sigue teniendo una dependencia directa de la evolución de la economía real.

## Globalización financiera
Aldo Ferrer escribe: “A diferencia de la globalización de la esfera real, la globalización financiera, tal cual la conocemos ahora, es un fenómeno esencialmente contemporáneo. En el pasado las finanzas internacionales promovieron y acompañaron, no sin sobresaltos pasajeros y algunos extraordinarios episodios especulativos, el crecimiento de la economía mundial. En el ahora, la globalización financiera se ha convertido en un fenómeno en gran medida autónomo y de una dimensión y escala desconocidos en el pasado”
Por otra parte, David C. Korten expresa: “Los mecanismos empleados por el capitalismo financiero para hacer dinero a partir del dinero, sin que sea necesario encarar una actividad productiva, permite a aquellos que tiene dinero incrementar sus pretensiones en contra de la reserva de riqueza real de la sociedad sin contribuir a su producción. Si bien las actividades implicadas hacen a unos pocos muy ricos, desde una perspectiva social son extractivos en lugar de ser productivos. La falta de capacidad del capitalismo para diferenciar entre inversiones productivas y extractivas casi parece ser uno de sus atributos definitorios”.

### Inversión y especulación
No existe una diferencia estricta entre inversión (ahorro productivo) y especulación (ahorro especulativo). Guy Sorman expresa que si un título o acción es renegociado unas cien veces por año, es inversión, y que si es renegociado unas cien veces por semana, es especulación.

### Magnitud de los intercambios
Se estima[¿quién?] que el monto de los negocios financieros diarios, en el mundo, superan el PBI anual de toda la América Latina.[cita requerida] Incluso se afirma[¿quién?] que el monto de las operaciones financieras mensuales, en el mundo, es de 1,5 veces el producto total de la economía mundial.[cita requerida]
La economía especulativa superaría en más de 125 veces el dinero en metálico.